# Ulipristal
L'acetat d'ulipristal (EFG, Ellaone, Esmya) és un medicament utilitzat per a contracepció d'emergència (control de la natalitat) i fibromes uterins. Com a anticonceptiu d'emergència s'ha d'utilitzar dins de les 120 hores posteriors al coit de penetració vaginal. Per als fibromes es pot prendre fins a sis mesos. És pren per via oral.
Els efectes secundaris habituals inclouen mal de cap, nàusees, sensació de cansament i dolor abdominal. No s'ha d'utilitzar en dones que ja estan embarassades. És un medicament modulador selectiu del receptor de progesterona (MSRP). Funciona prevenint els efectes de la progesterona i, per tant, prevé l'ovulació, però no afecta la fertilització ni la implantació.
L'acetat d'ulipristal es va aprovar per a ús mèdic als Estats Units el 2010. Està a la Llista model de Medicaments essencials de l'Organització Mundial de la Salut.